# Brachycaudonia
Brachycaudonia is een geslacht van vliesvleugeligen uit de familie Pteromalidae. De wetenschappelijke naam van dit geslacht is voor het eerst geldig gepubliceerd in 1904 door Ashmead.

## Soorten
Het geslacht Brachycaudonia omvat de volgende soorten:
- Brachycaudonia californica Ashmead, 1904
- Brachycaudonia cyaniceps Boucek, 1993